# Jindřichov (Velká Bíteš)

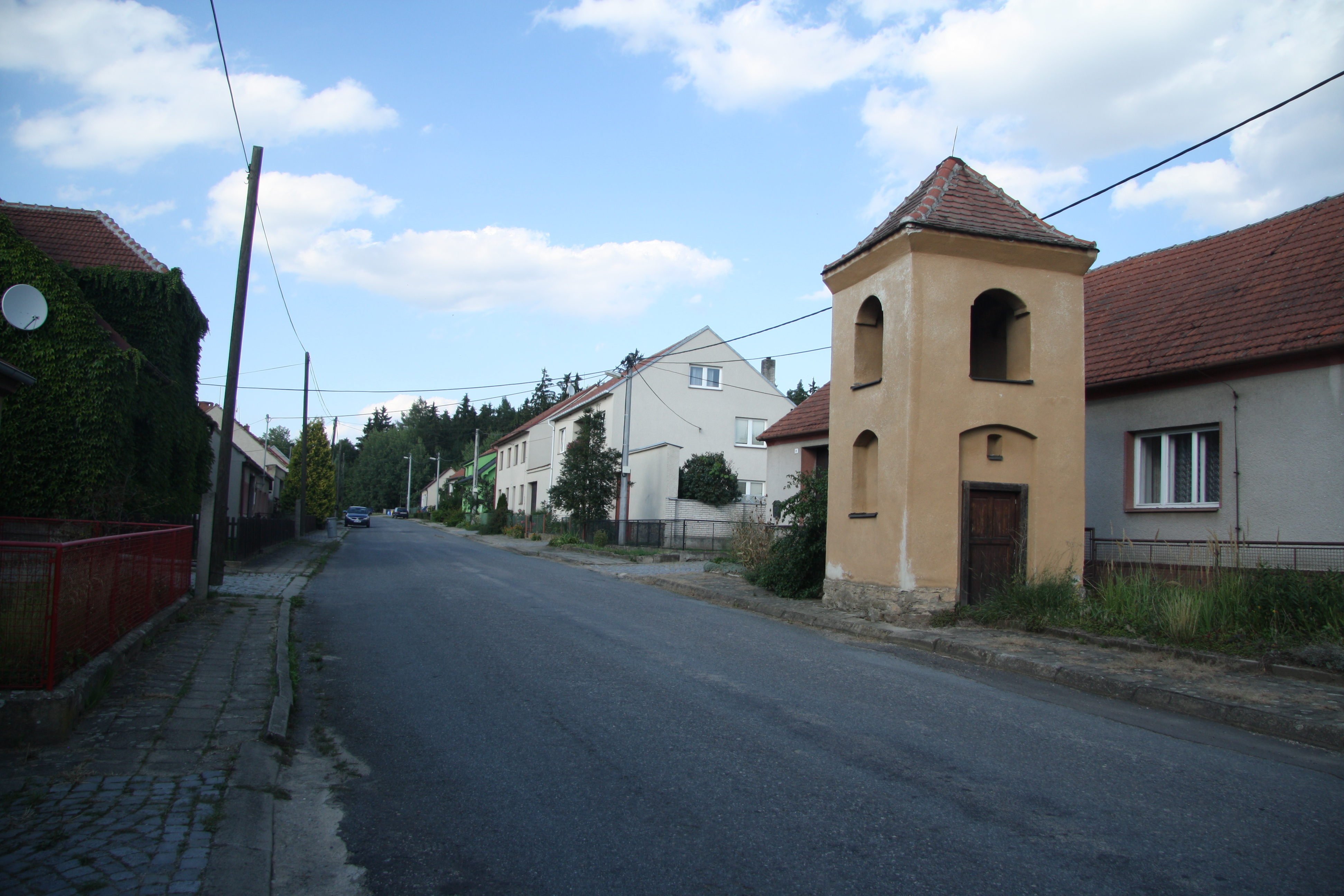
Ortszentrum mit Glockenturm

Jindřichov (deutsch Heinrichsdorf) ist ein Ortsteil der Stadt Velká Bíteš in Tschechien. Er liegt vier Kilometer südwestlich von Velká Bíteš und gehört zum Okres Žďár nad Sázavou.

## Geographie
Jindřichov befindet sich in der Křižanovská vrchovina (Krischanauer Bergland) im Süden der Böhmisch-Mährischen Höhe. Das an drei Seiten von Wäldern umschlossene Dorf liegt zwischen den Tälern der Bäche Jestřábský potok und Jindřichovský potok auf einer Hochebene. Nördlich verläuft die Autobahn D 1. 
Nachbarorte sind Demáčky, Nové Sady und Lánice im Norden, Velká Bíteš, Janovice und Otmarov im Nordosten, Košíkov im Osten, Ludvíkov, Stanoviště, Krokočín und Hluboké im Südosten, Křemelík und Jinošov im Süden, Pucov und Jasenice im Südwesten, Čikov im Westen sowie Holubí Zhoř, Březka und Jestřabí im Nordwesten. 

## Geschichte
Heinrichsdorf wurde 1780 zusammen mit Ludwigsdorf (Ludvíkov) durch den Besitzer der Herrschaft Herrschaft Namiest, Karl Wilhelm Sigismund Graf von Haugwitz, gegründet. Das Dorf ist eine von mehreren im 18. Jahrhundert auf herrschaftlichen Fluren neu gegründeten Kolonien, mit denen Bewohnern der übervölkerten alten Dörfer eine ausreichende Lebensgrundlage geboten werden sollte. Das Gassendorf Heinrichsdorf entstand am Westrand des herrschaftlichen Koschkower Waldes (Košíkovský les) und wurde nur mit geringer Feldflur ausgestattet. Entlang des Angers wurden 21 giebelständige gezimmerte Häuser gleicher Bauart mit Vorgarten und einem kleinen Stall errichtet. Benannt wurde die Kolonie zu Ehren von Haugwitz´s einzigem Sohn Heinrich Wilhelm. Zu einem späteren Zeitpunkt wurden hinter den Häusern noch Scheunen errichtet.
Im Jahre 1837 bestand das im Znaimer Kreis gelegene Dorf Heinrichsdorf bzw. Gindřichow aus 22 Häusern, in denen 142 Personen lebten. Pfarr- und Schulort war Jeneschau. Bis zur Mitte des 19. Jahrhunderts blieb Heinrichsdorf der Fideikommissgrafschaft Namiest untertänig.
Nach der Aufhebung der Patrimonialherrschaften bildete Jindřichov / Heinrichsdorf ab 1849 einen Ortsteil der Gemeinde Jesenice im Gerichtsbezirk Namiest. Ab 1869 gehörte Jindřichov zum Bezirk Trebitsch. Zu dieser Zeit hatte das Dorf 153 Einwohner und bestand aus 23 Häusern. 1892 lösten sich Březka, Jestřabí und Jindřichov von Jesenice los und bildeten die Gemeinde Březka. 1896 wurde Jindřichov in den Bezirk Groß Meseritsch und Gerichtsbezirk Groß Bittesch umgegliedert. Im Jahre 1900 lebten in Jindřichov 153 Personen; 1910 waren es 145. Im Jahre 1920 entstand die Gemeinde Jindřichov, zu der der Ortsteil Jestřabí gehörte. Beim Zensus von 1921 lebten in den 40 Häusern der Gemeinde 231 Tschechen; in den 26 Häusern von Jindřichov waren es 148. Im Jahre 1930 bestand Jindřichov aus 27 Häusern und hatte 129 Einwohner. Zwischen 1939 und 1945 gehörte Jindřichov / Heinrichsdorf zum Protektorat Böhmen und Mähren. 1948 wurde die Gemeinde dem Okres Velká Bíteš zugeordnet. Im Jahre 1950 hatte Jindřichov 117 Einwohner. Im Zuge der Gebietsreform und der Aufhebung des Okres Velká Bíteš wurde die Gemeinde am 1. Juli 1960 dem Okres Žďár nad Sázavou zugewiesen. Am 1. Juli 1980 erfolgte die Eingemeindung nach Velká Bíteš. Beim Zensus von 2001 lebten in den 27 Häusern von Jindřichov 84 Personen. Zu Beginn des Jahres 2010 hatte das Dorf 77 Einwohner.

## Gemeindegliederung
Zu Jindřichov gehört die Einschicht Demáčky. Der Ortsteil bildet den Katastralbezirk Jindřichov u Velké Bíteše.

## Sehenswürdigkeiten
- Glockenturm auf dem Dorfplatz